# Papilio thaiwanus
Espèce
Papilio thaiwanus ou Machaon de Formose est une espèce de lépidoptères (papillons) de la famille des Papilionidae. L'espèce est endémique de l'île de Taïwan.

## Description

### Imago
Il y a un net dimorphisme sexuel. À l'avers les ailes du mâle sont noires avec des reflets bleutés. Les ailes antérieures sont saupoudrées d'écailles plus claires dans les espaces intraveineux de la partie submarginale. Les ailes postérieures sont allongées et dentelées. Elles portent quelques écailles plus claires et ont une petite lunule rose ou rouge dans l'angle tornal.
Au revers les ailes antérieures sont gris-brun foncé, avec des veines noires, et sont saupoudrées d'écailles plus claires dans les espaces intraveineux de la partie submarginale. Les ailes postérieures sont noires, avec une partie rose orangé qui comprend la partie submarginale, la marge intérieure et la partie basale. La partie submarginale porte en outre trois séries de larges macules noires dans les espaces interveineux.
Chez la femelle les ailes antérieures sont gris-brun à l'avers, avec des veines noires et des traits noirs entre les veines. Les ailes antérieures ont en outre une macule rose orangée à la base, le long de la marge supérieure. Les ailes antérieures sont noires, avec une partie submarginale qui passe du blanc vers le bord supérieur de l'aile au rose vers le bord inférieur. La partie submarginale porte deux séries de larges macules noires dans les espaces interveineux.
Le revers est similaire à l'avers, mais la partie rose des ailes postérieure est plus étendue et couvre la base de l'aile et la marge intérieure, comme chez le mâle.

Chez les deux sexes le corps est noir, avec quelques macules blanches sur la tête et le thorax.

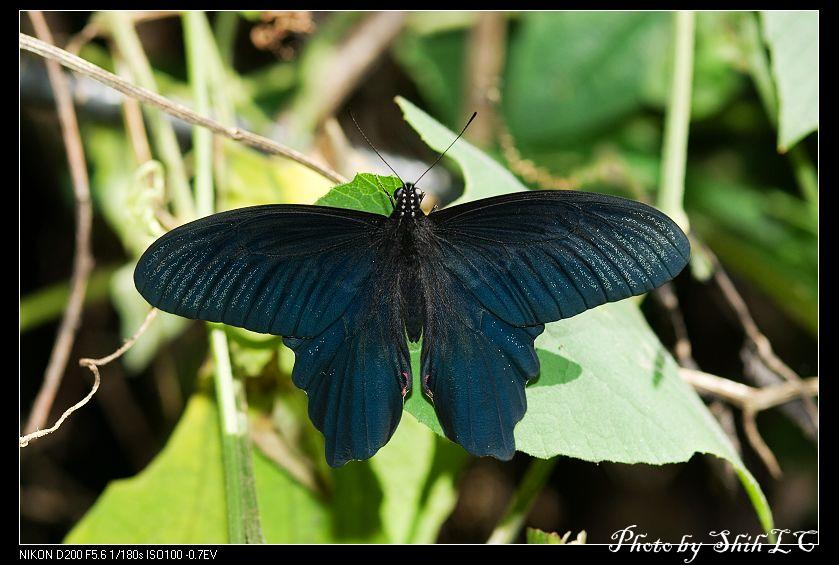
Papilio thaiwanus mâle
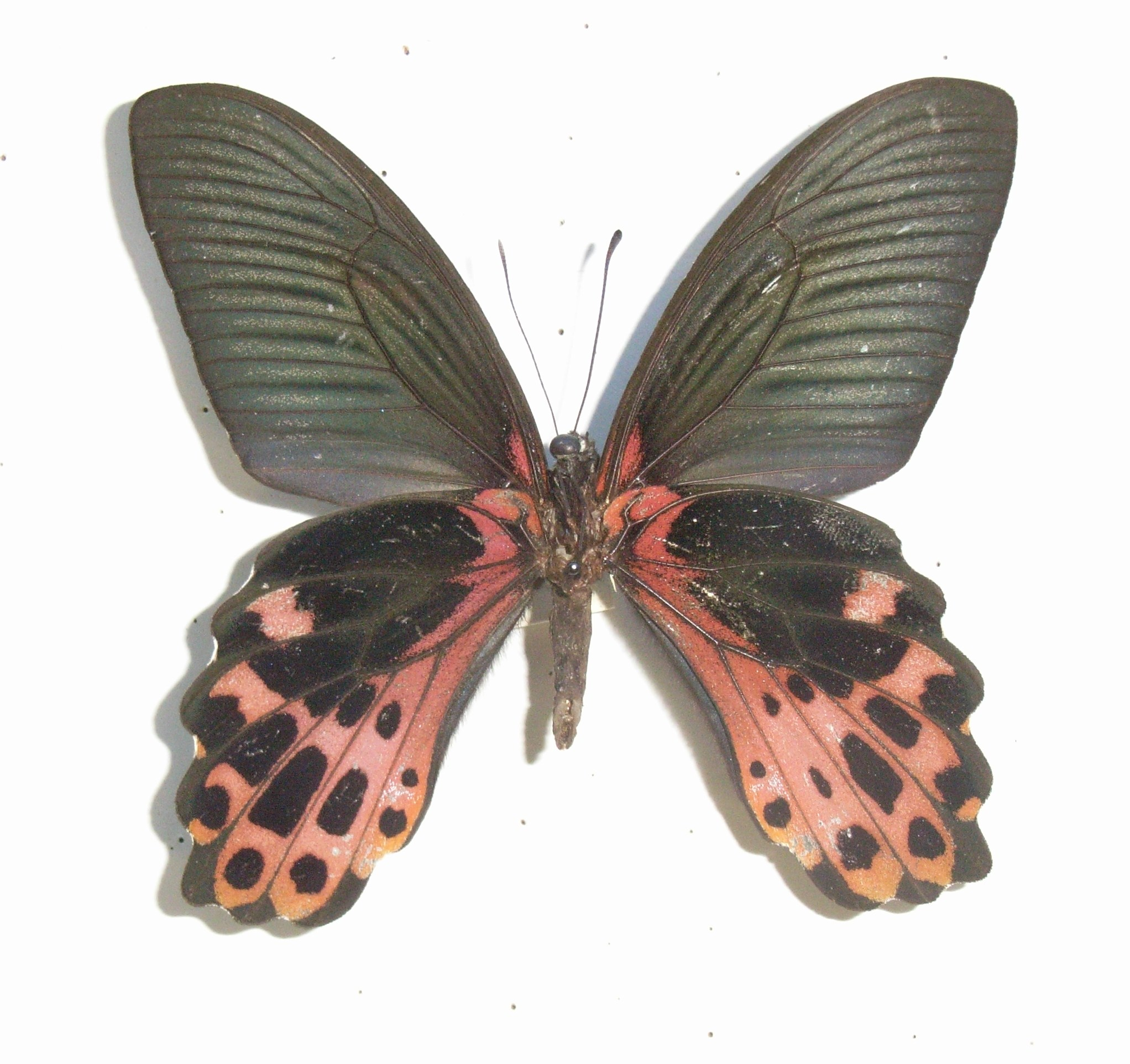
Papilio thaiwanus mâle, revers
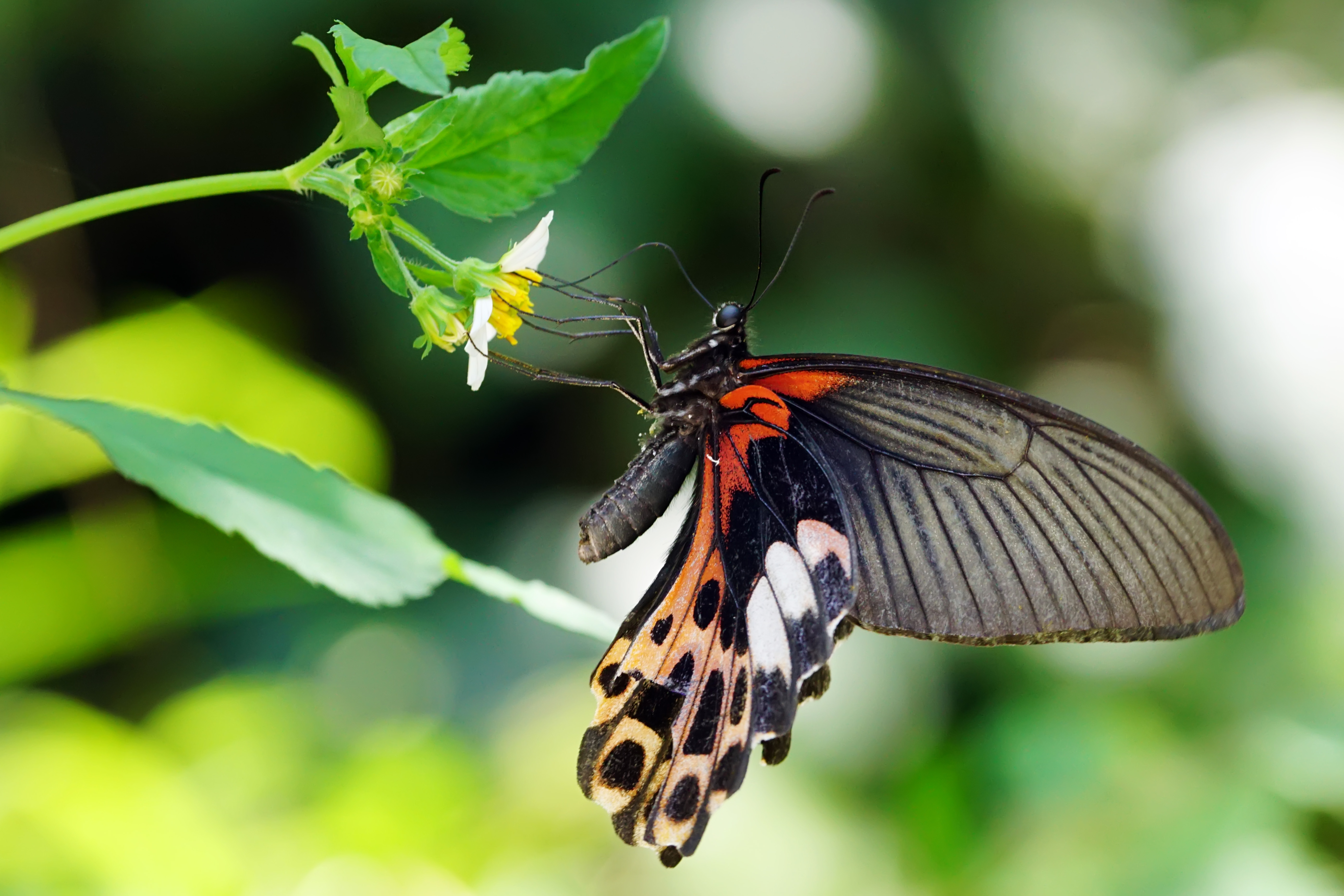
Papilio thaiwanus femelle, ailes repliées

### Juvéniles
Au dernier stade les chenilles sont vertes et lisses. Elles ont un trait blanc de chaque côtés du ventre et un large trait blanc diagonale sur les flancs. Le thorax est élargi et cerné de blanc. Le thorax porte une crête plus claire terminée de chaque côtés par des ocelles ressemblant à des yeux.

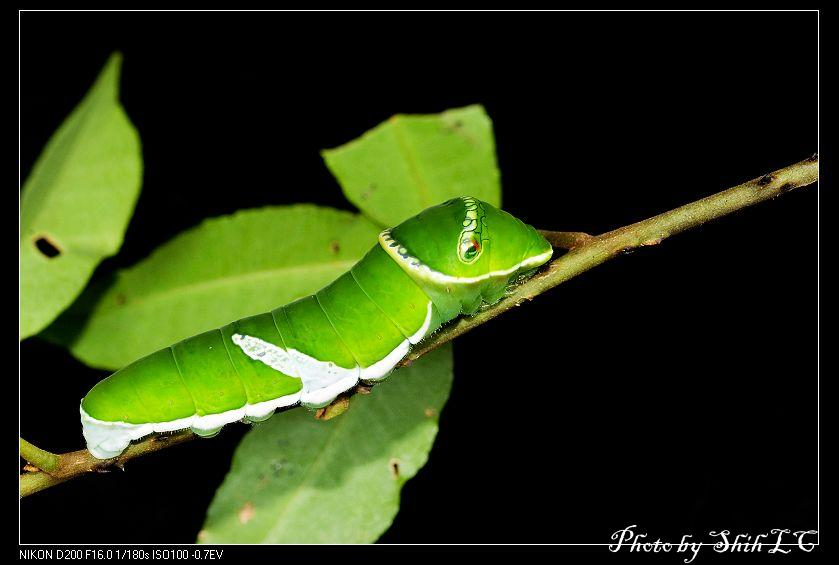
Chenille, vue de côtés
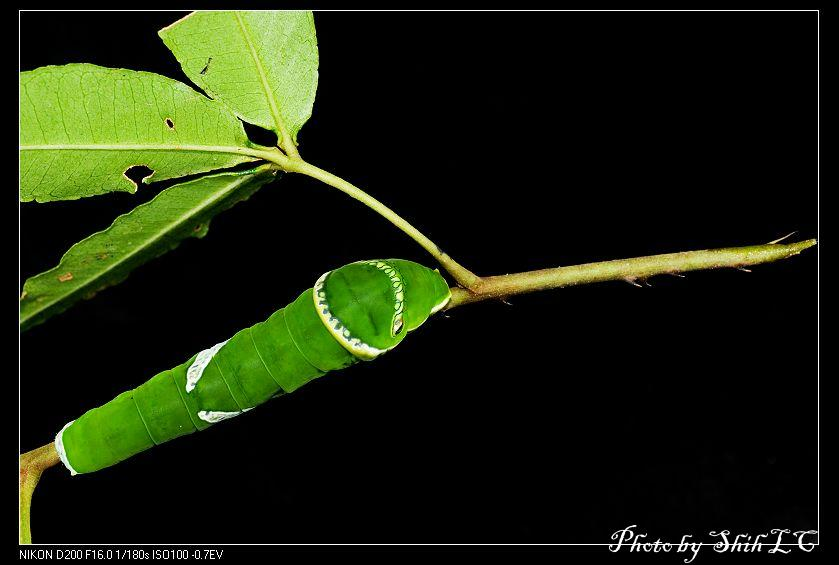
Chenille, vue de dos

## Écologie
La femelle pond ses œufs isolément sur les jeunes feuilles de la plante-hôte. Cette espèce utilise comme plante-hôte des plantes de la famille des Lauracées et des Rutacées : Toddalia asiatica, Zanthoxylum ailanthoides, Zanthoxylum nitidum, Cinnamomum camphora et Citrus maxima.
Les chenilles passent par cinq stades avant de se transformer en chrysalide. Elles consomment leur coquille après l'éclosion puis se nourrissent des feuilles et des pétioles de la plante-hôte.
Comme toutes les espèces de Papilionides les chenilles possèdent derrière la tête un osmeterium, organe fourchu qu'elles déploient pour faire fuir les prédateurs. De plus leur thorax élargi, doté d'ocelles de chaque côté, leur permet d'imiter une tête de serpent (mimétisme batésien).

La chrysalide est maintenue tête en haut par une ceinture de soie, comme chez les espèces proches.

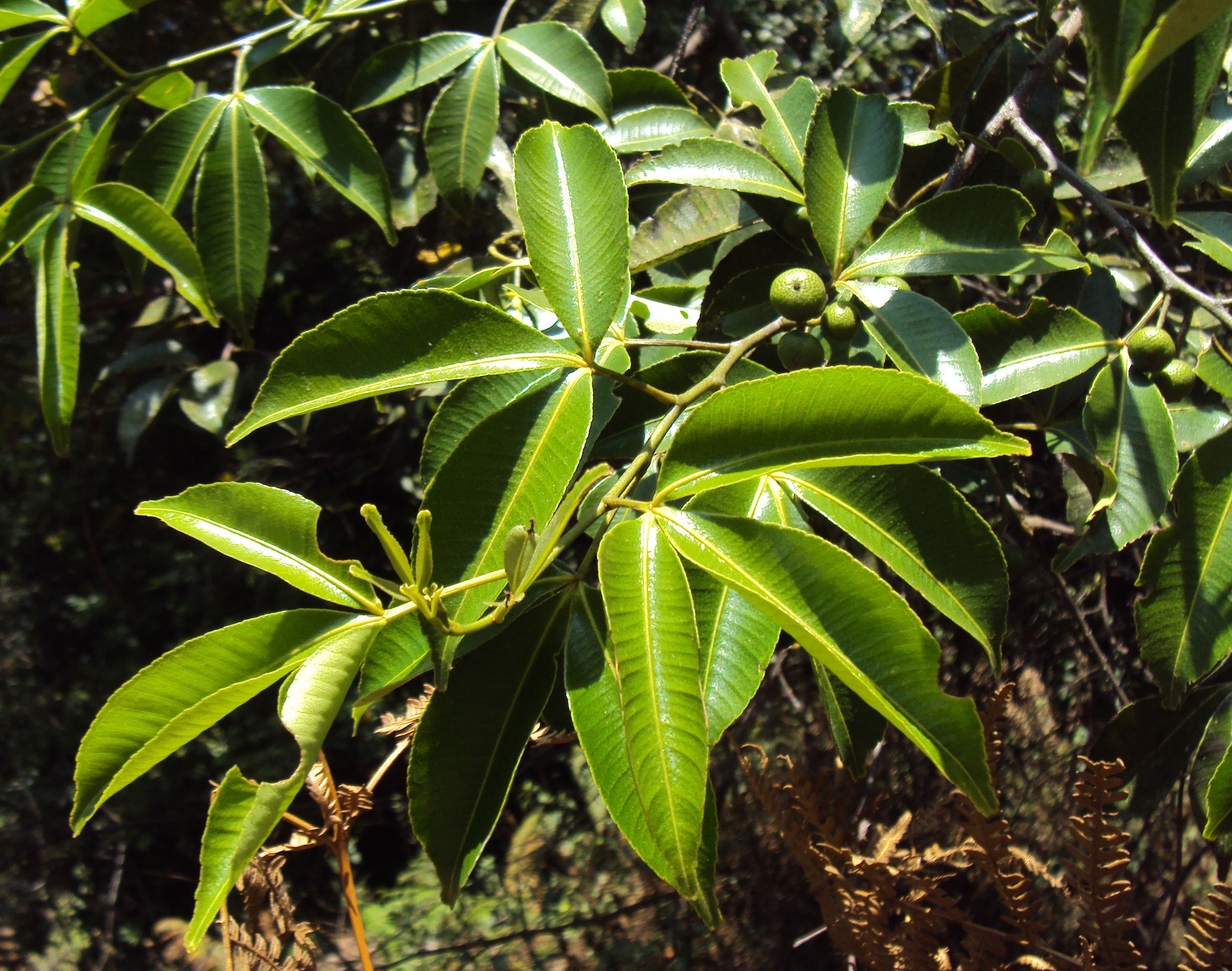
Toddalia asiatica, plante-hôte
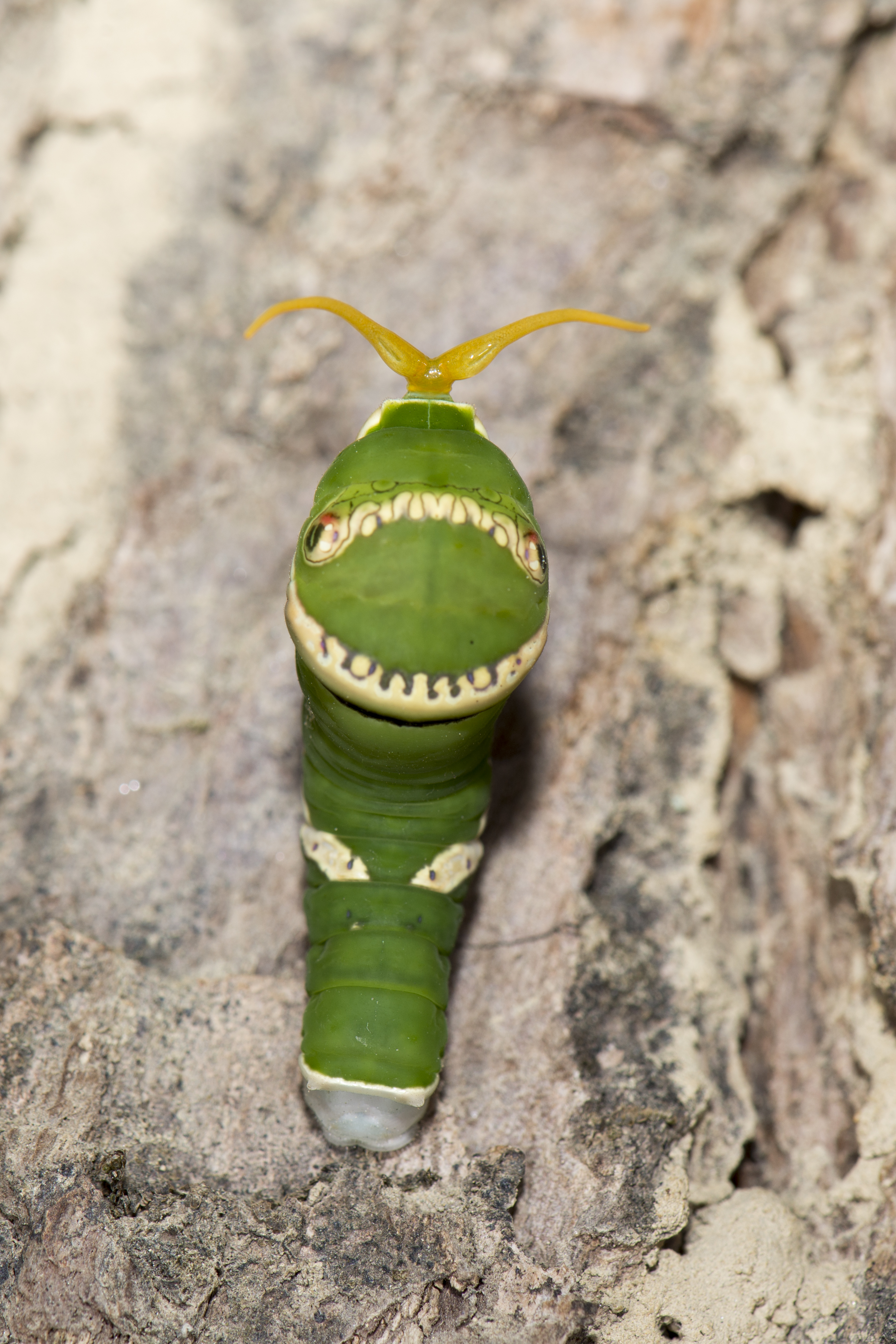
Chenille avec son osmeterium sorti, imitant une tête de serpent
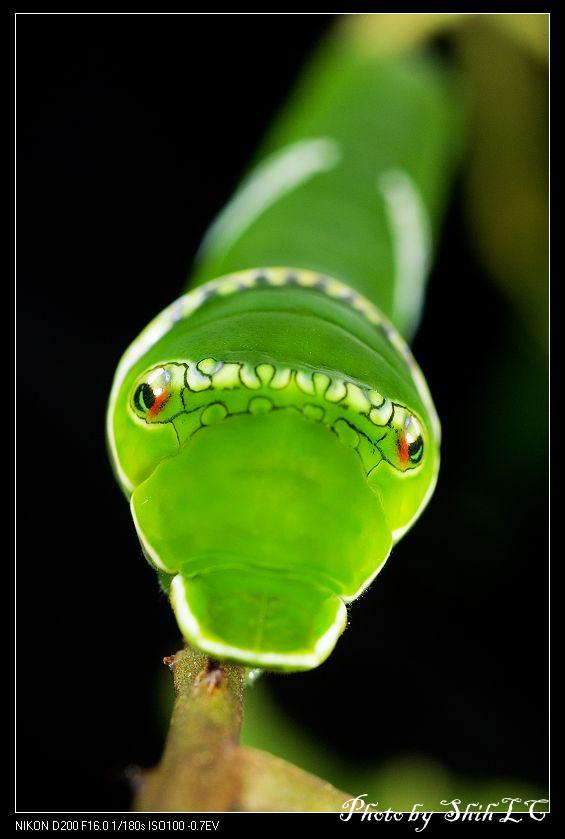
Chenille vue de face, ressemblant à un serpent

## Habitat et répartition
Papilio thaiwanus est endémique de Taïwan. Taïwan fait partie de l'écozone Indomalaise et a un climat équatorial.

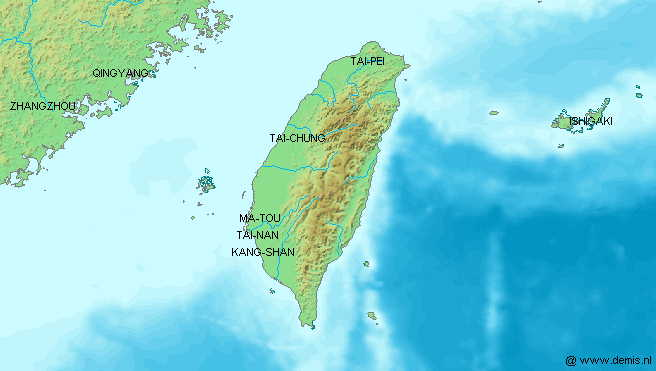
carte de Taïwan

## Systématique
Cette espèce a été décrite pour la première fois par Walter Rothschild en 1898 dans la revue Novitates Zoologicae sous le nom Papilio protenor thaiwanus, à partir d'un spécimen mâle. Papilio thaiwanus était alors considéré comme une sous-espèce de Papilio protenor.

## Papilio thaiwanus et l'Homme

### Nom vernaculaire
Papilio thaiwanus est appelé "台灣鳳蝶"(machaon taïwanais) en chinois.

### Menaces et conservation
Papilio thaiwanus n'est pas évalué par l'UICN. En 1985 l'espèce était considérée comme commune à Taïwan et non menacée, malgré son aire de répartition restreinte.